# Siehe, ich will viel Fischer aussenden

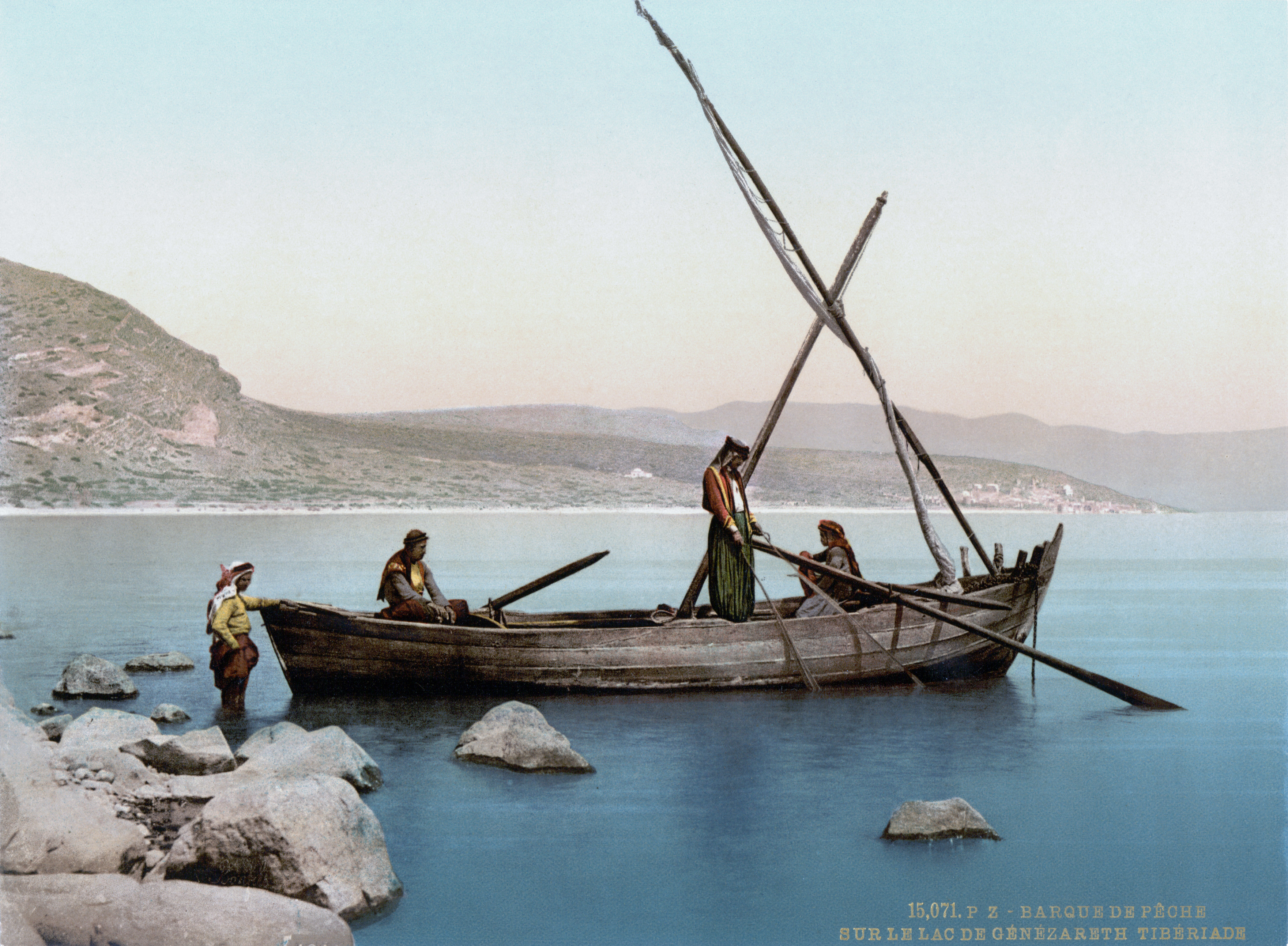
Fischer am See Genezareth, 1890–1900

Siehe, ich will viel Fischer aussenden (BWV 88) ist eine Kirchen-Kantate von Johann Sebastian Bach. Er komponierte sie 1726 in Leipzig für den 5. Sonntag nach Trinitatis und führte sie am 21. Juli 1726 erstmals auf.

## Geschichte und Worte
Bach komponierte die Kantate in Leipzig zum 5. Sonntag nach Trinitatis und führte sie am 21. Juli 1726 erstmals auf.
Die vorgeschriebenen Lesungen für den Sonntag waren 1 Petr 3,8–15 , „Heiliget Christum in euren Herzen“, und Lk 5,1–11 , der große Fischfang des Simon Petrus. Der Kantatentext ist in Struktur und Inhalt sehr ähnlich zu Kantaten von Johann Ludwig Bach. Das Thema ist dem Evangelium entnommen. Ein unbekannter Textdichter geht von einem entsprechenden Vers von Jeremia aus, Jer 16,16 , der die Kantate eröffnet. Die prophetischen Worte von den Fischern und Jägern bezogen sich ursprünglich auf die Rückkehr aus dem Babylonischen Exil. Der zentrale Satz der Kantate, der den zweiten Teil nach der Predigt beginnt, ist das Zitat von Vers 10 des Evangeliums. Die Kantate schließt mit der letzten Strophe von Georg Neumarks Choral Wer nur den lieben Gott läßt walten (1641). Dieser Choral hatte 1724 als Grundlage für Bachs Choralkantate Wer nur den lieben Gott läßt walten, BWV 93, zum selben Anlass in seinem zweiten Kantatenzyklus gedient.

## Besetzung und Aufbau
Die Kantate ist besetzt mit vier Solisten, Sopran, Alt, Tenor und Bass, vierstimmigem Chor nur im Choral, zwei Hörnern, zwei Oboe d’amore, Taille, zwei Violinen, Viola und Basso continuo.
Teil I
1. „Basso solo“: Siehe, ich will viel Fischer aussenden
2. Recitativo (Tenor): Wie leichtlich könnte doch der Höchste uns entbehren
3. Aria (Tenor): Nein, Gott ist allezeit geflissen

Teil II
1. Arioso (Tenor, Bass): Jesus sprach zu Simon: Fürchte dich nicht
2. Aria Duetto (Sopran, Alt): Beruft Gott selbst, so muss der Segen
3. Recitativo (Soprano): Was kann dich denn in deinem Wandel schrecken
4. Choral: Sing, bet und geh auf Gottes Wegen

## Musik
Der erste Satz ist dem Bass anvertraut und mit „Basso solo“ bezeichnet, wahrscheinlich weil Jeremia Gott in der ersten Person sprechen lässt. Die Musik korrespondiert mit dem Text wie in einer Motette. Die beiden Abschnitte widmen sich den Worten Fischer und Jäger. Der erste Abschnitt malt eine Seelandschaft mit wellenförmigen Bewegungen der Streicher und Oboen im 6/8-Takt über einem  Orgelpunkt. Diese Darstellung von Wellen und Wasser wird von John Eliot Gardiner als Barkarole bezeichnet. Die Stimme wiederholt den Text mehrmals in eindringlicher Deklamation. Plötzlich wechselt die Szene zu einer Jagd, Hörner treten hinzu, das Tempo im 4/4-Takt ist allegro quasi presto. Auch in diesem Abschnitt deklamiert die Singstimme ausdrucksvoll.
Das Rezitativ endet mit einer Frage, „überlässt er uns der Feinde List und Tück?“ Da die Antwort in der folgenden Arie gegeben wird, beginnt sie ohne das übliche Ritornell mit einem leidenschaftlichen „Nein, nein“. Der Mittelteil beginnt mit einem kontrastierenden, ebenfalls leidenschaftlichen „Ja, ja“. Die Arie endet mit einem Ritornell in der Art eines Menuetts, in dem die Streicher zu der obligaten Oboe d’amore treten. Nach Alfred Dürr repräsentiert die klare Struktur dieser Musik die „rechte Bahn“, die im Text erwähnt wird.
Satz 4 ist das Zentrum der Komposition. Der Tenor kündigt als Evangelist an: „Jesus sprach zu Simon“. Die wörtliche Rede Jesu, der Petrus als Jünger beruft, wird vom Bass als Vox Christi (Stimme Christi) gesungen: „Fürchte dich nicht; denn von nun an wirst du Menschen fangen“. In sorgfältiger Phrasierung ist der Text zu einem continuo quasi ostinato gesetzt.
Der Schlusschoral ist ein schlichter vierstimmiger Satz.

## Einspielungen
- Die Bach Kantate Vol. 42. Helmuth Rilling, Frankfurter Kantorei, Bach-Collegium Stuttgart, Arleen Augér, Hildegard Laurich, Aldo Baldin, Philippe Huttenlocher. Hänssler, 1976.
- J.S. Bach: Das Kantatenwerk – Sacred Cantatas Vol. 10. Gustav Leonhardt, Tölzer Knabenchor, Collegium Vocale Gent, Leonhardt-Consort, Solist des Tölzer Knabenchor, Paul Esswood, Kurt Equiluz, Thomas Hampson. Teldec, 1989.
- J.S. Bach: Complete Cantatas Vol. 1. Ton Koopman, Amsterdam Baroque Orchestra & Choir, Barbara Schlick, Kai Wessel, Guy de Mey, Klaus Mertens. Antoine Marchand, 1994.
- J.S. Bach: Cantatas Vol. 4. Masaaki Suzuki, Bach Collegium Japan, Midori Suzuki, Akira Tachikawa, Makoto Sakurada, Stephan Schreckenberger. BIS, 1994.
- Bach Edition Vol. 2 – Cantatas Vol. 6. Pieter Jan Leusink, Holland Boys Choir, Netherlands Bach Collegium, Ruth Holton, Sytse Buwalda, Knut Schoch, Bas Ramselaar. Brilliant Classics, 1999.
- Bach Cantatas Vol. 3: Tewkesbury/Mühlhausen / For the 4th Sunday after Trinity / For the 5th Sunday after Trinity. John Eliot Gardiner, Monteverdi Choir, English Baroque Soloists, Magdalena Kožená, Nathalie Stutzmann, Paul Agnew, Nicolas Testé. Soli Deo Gloria, 2000.

DVD
- „Siehe, ich will viel Fischer aussenden“. Kantate BWV 88. Rudolf Lutz, Orchester der J. S. Bach-Stiftung, Miriam Feuersinger, Ruth Sandhoff, Andreas Weller, Markus Volpert. Samt Einführungsworkshop sowie Reflexion von Isabelle Graesslé. Gallus Media, 2009.